# Abraham Cykiert
Abraham Cykiert (* 26. April 1926 in Łódź; † März 2009 in Melbourne) war ein polnisch-australischer Schriftsteller und Journalist.

## Leben
Abraham Cykiert wuchs in einer Textilarbeiterfamilie auf. Nach der deutschen Besetzung Polens wurde die jüdische Bevölkerung von Łódź im Februar 1940 ins Ghetto Litzmannstadt deportiert und zur Zwangsarbeit gezwungen. Der jugendliche Cykiert erhielt eine Arbeit als Laufbursche beim Judenrat in der  Ghettoverwaltung. Seine ersten lyrischen Schreibversuche wurden von  Miriam Ulinover (1888–1944) unterstützt und in der, nur im ersten Jahr geduldeten, Ghetto-Zeitung Naye Folksblat gedruckt.
Als das Ghetto im August 1944 aufgelöst wurde, kam Cykiert mit den wenigen Überlebenden in das Konzentrationslager Auschwitz und nach vierzehn Wochen Aufenthalt von dort in das Konzentrationslager Buchenwald, wo er im April 1945 befreit wurde. Seine Eltern und fünf Geschwister waren in Auschwitz vergast worden.
Auch in der Zeit der KZ-Haft versuchte er zu schreiben, ein langes Gedicht erschien 1947 in einer englischen Übersetzung in Südafrika. Die britische Zeitung Manchester Guardian veröffentlichte am 14. Mai 1945 ein Interview mit Cykiert. Cykiert wurde zum Wirken des KZ-Arztes Josef Mengele an der Rampe von Auschwitz als Zeuge gehört.
Cykiert und eine überlebende Schwester wurden von der Jewish Agency bis 1948 in einer Gruppe jüdischer Holocaustwaisen in einem Sanatorium in Lugano in der Schweiz untergebracht, von wo sie nach Australien auswandern konnten und am 21. Oktober 1948 ankamen. Dort arbeitete er als Journalist für die jiddische Presse. Seit dieser Zeit veröffentlichte er verschiedene kleinere literarische Beiträge, Gedichte und Ghettoaufzeichnungen auch in jiddischen Zeitungen in London, Paris, New York und Montreal. Seit 1993 schrieb er auch in englischer Sprache. Cykiert verfasste zwei Theaterstücke, eines über den Judenältesten des Ghettos Chaim Rumkowski und dessen Dilemma.  The Emperor of the Ghetto wurde 1994 von Alan Hopgood 150 mal aufgeführt und als Film auch von der Australian Broadcasting Corporation gesendet.
1976 hielt er sich für ein Jahr in Jerusalem auf. 1994 wurde er als Gastdozent an die Hebrew University eingeladen und später ebenso an die Universität Krakau, die ihm einen Ehrendoktortitel verlieh.
Von Cykierts Gedichten gibt es keine gedruckte Ausgabe.

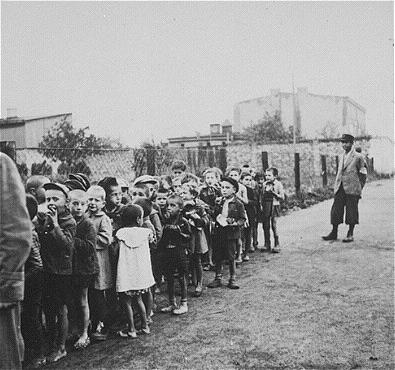
Deportation von Kindern aus dem Ghetto Łódź ins Vernichtungslager Chelmno, September 1942

## Beiträge
- The last summer days. Friends of Schneider Children's Medical Center of Israel. Tel Aviv 2010 (Autobiographische Schrift)
- The Uniqueness of the Lodz Ghetto and Rumkowski. In: Paweł Samuś / Wiesław Puś: Fenomen getta łódzkiego. Łódź 2006 S. 129–134
- The Emperor of the Ghetto. Video. Melbourne, Vic. : Seven Stars Productions 1992. Mit einem Interviewbeitrag.
- The Emperor of the Ghetto. Bühnenmanuskript 1990
- Leon Wolowski; Abraham Cykiert: Memories of the shtetl : sculptures. Fitzroy : Globe Press, 1982
- Beitrag in: Souls in the wilderness. Lieder, jiddisch. Jerusalem : PAC Records, 1977